# Excideuil
Excideuil é uma comuna francesa na região administrativa da Nova Aquitânia, no departamento Dordonha. Estende-se por uma área de 5,01 km². Em 2010 a comuna tinha 1 212 habitantes (densidade: 241,9 hab./km²).